# Setmana Catalana de 2000
La Setmana Catalana de 2000, va ser la 37a edició de la Setmana Catalana de Ciclisme. Es disputà en 6 etapes del 20 al 24 de març de 2000. El vencedor final fou el francès Laurent Jalabert de l'equip ONCE per davant de Javier Pascual Rodríguez i Giuseppe Di Grande.
La presència de Lance Armstrong era en un principi el gran atractiu de la cursa, però el ciclista texà va anar més a entrenar que a competir.
La contrarellotge va ser un altre cop decisiva, ja que totes les etapes havien acabat amb esprint, i Jalabert va repetir la victòria com ho feu l'any anterior.

## Etapes
| Etapa | Data       | Ciutats d'etapa                               | km    | Vencedor de l'etapa    | Líder de la general            |
| ----- | ---------- | --------------------------------------------- | ----- | ---------------------- | ------------------------------ |
| 1a    | 20 de març | Lloret de Mar – Lloret de Mar                 | 144,0 | Unai Etxebarria (VEN)  | Unai Etxebarria (VEN)          |
| 2a    | 21 de març | Lloret de Mar – Empuriabrava                  | 170,7 | Gabriele Colombo (ITA) | Javier Pascual Rodríguez (ESP) |
| 3a    | 22 de març | Castelló d'Empúries - Vic                     | 171,0 | Erik Zabel (GER)       | Javier Pascual Rodríguez (ESP) |
| 4a    | 23 de març | Vic - Cerdanyola del Vallès                   | 155,7 | Erik Zabel (GER)       | Javier Pascual Rodríguez (ESP) |
| 5a A  | 24 de març | Cerdanyola del Vallès - Cerdanyola del Vallès | 76,0  | Jaan Kirsipuu (EST)    | Javier Pascual Rodríguez (ESP) |
| 5a B  | 24 de març | Circuit de Montjuïc (CRI)                     | 12,0  | Laurent Jalabert (FRA) | Laurent Jalabert (FRA)         |

### 1a etapa[1]
20-03-2000: Lloret de Mar, 144,0 km.:
|   | Ciclista                       | Equip              | Temps      |
| - | ------------------------------ | ------------------ | ---------- |
| 1 | Unai Etxebarria (VEN)          | Euskaltel-Euskadi  | 3h 18' 08" |
| 2 | Santiago Blanco (ESP)          | Vitalicio Seguros  | m. t.      |
| 3 | Javier Pascual Rodríguez (ESP) | Kelme-Costa Blanca | m. t.      |

### 2a etapa[2]
21-03-2000: Lloret de Mar – Empuriabrava, 170,7 km.
|   | Ciclista               | Equip         | Temps      |
| - | ---------------------- | ------------- | ---------- |
| 1 | Gabriele Colombo (ITA) | Cantina Tollo | 4h 11' 11" |
| 2 | Ruggero Marzoli (ITA)  | Cantina Tollo | m. t.      |
| 3 | Beat Zberg (SUI)       | Rabobank      | m. t.      |

### 3a etapa[3]
22-03-2000: Castelló d'Empúries - Vic, 171,0 km.:
|   | Ciclista                     | Equip            | Temps      |
| - | ---------------------------- | ---------------- | ---------- |
| 1 | Erik Zabel (GER)             | Deutsche Telekom | 4h 20' 49" |
| 2 | Manuel Fernández Ginés (ESP) | Mapei-QuickStep  | m. t.      |
| 3 | Ruggero Marzoli (ITA)        | Cantina Tollo    | m. t.      |

### 4a etapa[4]
23-03-2000: Vic - Cerdanyola del Vallès, 155,7 km.:
|   | Ciclista          | Equip             | Temps      |
| - | ----------------- | ----------------- | ---------- |
| 1 | Erik Zabel (GER)  | Deutsche Telekom  | 3h 37' 48" |
| 2 | Igor Flores (ESP) | Euskaltel-Euskadi | m. t.      |
| 3 | Beat Zberg (SUI)  | Rabobank          | m. t.      |

### 5a etapa A[5]
24-03-2000: Cerdanyola del Vallès - Cerdanyola del Vallès, 76,0 km.:
|   | Ciclista            | Equip            | Temps      |
| - | ------------------- | ---------------- | ---------- |
| 1 | Jaan Kirsipuu (EST) | AG2R Prevoyance  | 1h 43' 04" |
| 2 | Erik Zabel (GER)    | Deutsche Telekom | m.t        |
| 3 | Marcel Wüst (GER)   | Festina          | m.t        |

### 5a etapa B[5]
26-03-1999: Circuit de Montjuïc (CRI), 12,0 km.:
|   | Ciclista               | Equip            | Temps   |
| - | ---------------------- | ---------------- | ------- |
| 1 | Laurent Jalabert (FRA) | ONCE             | 16' 11" |
| 2 | Andreas Klöden (GER)   | Deutsche Telekom | + 06"   |
| 3 | David Cañada (ESP)     | ONCE             | + 11"   |

## Classificació General
|    | Ciclista                       | Equip              | Punts       |
| -- | ------------------------------ | ------------------ | ----------- |
| 1  | Laurent Jalabert (FRA)         | ONCE               | 17h 27' 15" |
| 2  | Javier Pascual Rodríguez (ESP) | Kelme-Costa Blanca | + 25"       |
| 3  | Giuseppe Di Grande (ITA)       | Festina            | + 26"       |
| 4  | Gabriele Colombo (ITA)         | Cantina Tollo      | + 30"       |
| 5  | Andreas Klöden (GER)           | Deutsche Telekom   | + 32"       |
| 6  | Santiago Blanco (ESP)          | Vitalicio Seguros  | + 33"       |
| 7  | Axel Merckx (BEL)              | Mapei-QuickStep    | + 40"       |
| 8  | Aitor Garmendia (ESP)          | Banesto            | + 42"       |
| 9  | David Cañada (ESP)             | ONCE               | + 50"       |
| 10 | Javier Pascual Llorente (ESP)  | Kelme-Costa Blanca | + 53"       |